# Кринична (балка)
Крини́чна (рос. Б. Криничная) — балка (річка) в Україні у Синельниківському районі Дніпропетровської області. Ліва притока Осокорівки (басейн Дніпра).

## Опис
Довжина балки приблизно 7,73 км, найкоротша відстань між витоком і гирлом — 7,29 км, коефіцієнт звивистості річки — 1,06. Формується декількома балками та загатами. На деяких ділянках балка пересихає.

## Розташування
Бере початок у селі Михайлівка. Тече переважно на північний захід і в селі Варварівка впадає в річку Осокорівку, ліву притоку Плоскої Осокорівки.

## Цікаві факти
- У XIX столітті на балці існували курган (могила) та вітряний млин[1].
- У селі Варварівка балку перетинає автошлях М18[2] (автомобільний шлях міжнародного значення на території України. Проходить територією Харківської, Дніпропетровської, Запорізької, Херсонської областей та АРК. Збігається з частиною європейського маршруту E105 (Кіркенес — Санкт-Петербург — Москва — Харків — Ялта)).